# Gréville-Hague
Gréville-Hague és un municipi delegat francès al departament de la Manche (regió de Normandia). L'1 de gener de 2017 va fusionar amb el municipi nou de La Hague. L'any 2007 tenia 786 habitants.

## Demografia

### Població
El 2007 la població de fet de Gréville-Hague era de 786 persones. Hi havia 268 famílies de les quals 49 eren unipersonals (37 homes vivint sols i 12 dones vivint soles), 81 parelles sense fills, 122 parelles amb fills i 16 famílies monoparentals amb fills.
La població ha evolucionat segons el següent gràfic:
Habitants censats

### Habitatges
El 2007 hi havia 328 habitatges, 281 eren l'habitatge principal de la família, 37 eren segones residències i 10 estaven desocupats. 322 eren cases i 2 eren apartaments. Dels 281 habitatges principals, 216 estaven ocupats pels seus propietaris, 58 estaven llogats i ocupats pels llogaters i 7 estaven cedits a títol gratuït; 2 tenien una cambra, 6 en tenien dues, 27 en tenien tres, 76 en tenien quatre i 169 en tenien cinc o més. 241 habitatges disposaven pel capbaix d'una plaça de pàrquing. A 99 habitatges hi havia un automòbil i a 166 n'hi havia dos o més.

### Piràmide de població
La piràmide de població per edats i sexe el 2009 era:
| Homes | Edats   | Dones |
| ----- | ------- | ----- |
| 0     | 95 o +  | 0     |
| 0     | 90 a 94 | 0     |
| 0     | 85 a 89 | 4     |
| 0     | 80 a 84 | 4     |
| 0     | 75 a 79 | 4     |
| 12    | 70 a 74 | 12    |
| 24    | 65 a 69 | 4     |
| 16    | 60 a 64 | 20    |
| 16    | 55 a 59 | 16    |
| 16    | 50 a 54 | 16    |
| 36    | 45 a 49 | 24    |
| 40    | 40 a 44 | 44    |
| 44    | 35 a 39 | 36    |
| 12    | 30 a 34 | 28    |
| 28    | 25 a 29 | 8     |
| 16    | 20 a 24 | 8     |
| 48    | 15 a 19 | 16    |
| 40    | 10 a 14 | 40    |
| 32    | 5 a 9   | 24    |
| 20    | 0 a 4   | 8     |

## Economia
El 2007 la població en edat de treballar era de 527 persones, 394 eren actives i 133 eren inactives. De les 394 persones actives 352 estaven ocupades (195 homes i 157 dones) i 41 estaven aturades (15 homes i 26 dones). De les 133 persones inactives 31 estaven jubilades, 61 estaven estudiant i 41 estaven classificades com a «altres inactius».

### Ingressos
El 2009 a Gréville-Hague hi havia 285 unitats fiscals que integraven 817 persones, la mediana anual d'ingressos fiscals per persona era de 18.935 €.

### Activitats econòmiques
Dels 10 establiments que hi havia el 2007, 1 era d'una empresa alimentària, 1 d'una empresa de fabricació d'altres productes industrials, 1 d'una empresa de construcció, 2 d'empreses de comerç i reparació d'automòbils, 1 d'una empresa d'hostatgeria i restauració, 1 d'una empresa d'informació i comunicació, 1 d'una empresa de serveis, 1 d'una entitat de l'administració pública i 1 d'una empresa classificada com a «altres activitats de serveis».
Dels 2 establiments de servei als particulars que hi havia el 2009, 1 era un taller de reparació d'automòbils i de material agrícola i 1 paleta.
L'únic establiment comercial que hi havia el 2009 era una fleca.
L'any 2000 a Gréville-Hague hi havia 24 explotacions agrícoles que ocupaven un total de 588 hectàrees.

## Equipaments sanitaris i escolars
El 2009 hi havia una escola elemental.

## Poblacions més properes
El següent diagrama mostra les poblacions més properes.